# Cathy Rigby
Cathy Rigby (Long Beach, Estados Unidos, 12 de diciembre de 1952) es una gimnasta artística estadounidense, subcampeona mundial en 1970 en la viga de equilibrio. Ha sido la tercera gimnasta en ser miembro del Salón de la Fama de la Gimnasia Artística en 1997, tras Olga Korbut en 1988, y Nadia Comaneci en 1993.
Después de ser gimnasta, comenzó una carrera como actriz y fue famosa su papel en una obra de teatro sobre Peter Pan, papel que realizó durante más de treinta años.
Cabe memcionar que es una de los pocos deportistas inmortalizados y retratados en imágenes grabadas en los discos de oro de las sondas espaciales Voyager 1 y 2, lanzadas en 1977 y que se encuentran navegando fuera del sistema solar.

## Carrera deportiva
En el Mundial de Liubliana 1970 gana la medalla de plata en la competición de la viga de equilibrio, quedando situada en el podio tras la alemana Erika Zuchold y por delante de otra alemana Christine Schmitt y de la soviética Larisa Petrik, estas dos últimas empatadas con la medalla de bronce.

## Vida personal
Rigby se casó en 1972 con el jugador de la National Football League Tommy Mason, con quien tuvo dos hijos; la pareja se divorció en 1981. En 1982 contrajo matrimonio con el productor Tom McCoy, con quien tiene dos hijas y dirige la compañía McCoy Rigby Entertainment, responsable de la programación del La Mirada Theatre for the Performing Arts.
Durante doce años Rigby padeció bulimia nerviosa y estuvo hospitalizada en dos ocasiones por desequilibrio electrolítico. Tras recuperarse en 1981 inició una activa labor de divulgación sobre trastornos alimentarios y presentó el documental Cathy Rigby on Eating Disorders (1990).

## Premios y reconocimientos
- 1977: inclusión de una imagen múltiple suya en la Grabación Dorada de las sondas Voyager, como ejemplo de movimiento humano.
- 1979: carta coleccionable «Supersisters».[6]
- 1991: nominaciones al Premio Tony y al Outer Critics Circle por Peter Pan.
- 1997: ingreso en el Salón Internacional de la Fama de la Gimnasia.[7]
- 2001: el especial televisivo Peter Pan Starring Cathy Rigby ganó el Premio Emmy a la Mejor Dirección Artística y obtuvo tres nominaciones adicionales.
- 2004: Distinguished Lifetime Service Award de The Broadway League.
- 2015: estrella en el Walk of Stars del Starlight Theatre de Kansas City.